# Марутян, Айк Грачяевич
Айк Грачяевич Марутян (арм. Հայկ Հրաչյայի Մարության, род. 18 декабря 1976, Ереван) — армянский актёр, комик, сценарист, продюсер и политик. Мэр Еревана с 13 октября 2018 года по 22 декабря 2021 года.

## Биография
Айк Марутян Родился 18 декабря 1976 года в Ереване.
7 лет учился в Ереванской средней школе № 83, в 8-10-х классах — в лицее имени Анании Ширакаци.
В 1992—1997 годах учился в Ереванском государственном инженерном университете.
В 1995—2002 годах играл в команде КВН политехнического института «Армянский проект».
В 1996—2002 годах работал в компании «Шарм» в качестве сценариста, режиссёра, актера — «220 вольт», «Вайлур», «Наш двор», «Наш двор 2», «Крутая кассета», «Другая кассета», «Банда», «Коммерционное представление» (совместно с телекомпанией «Армения»).
В 2002 году совместно с друзьями основал компанию «Крутая студия», где и работал в качестве актера, сценариста, режиссёра и продюсера. Совместно создал следующие проекты: «Крутая программа», «Крутой сериал», «7,5», «No Comment», «Ала Бала Ница». Также участвовал во всех проектах в качестве актера.
Участвовал в многочисленных теле- и киносъемках.
Женат на чешке по национальности — Иве, с которой познакомился в 2004 году, когда последняя была волонтером в Спитаке, в рамках миссии «Красного Креста».

## Политическая и муниципальная деятельность
Начиная с мая 2018 года, активно участвовал в движении «Сделай шаг» Республики Армения. В 2018 году был выдвинут кандидатом в мэры Еревана от блока партий «Мой шаг». Избран на должность мэра 23 сентября с огромным отрывом от остальных кандидатов, получив 81,6 % голосов избирателей.
Опрос, проведённый весной 2019 года, показал, что его деятельность на посту мэра Еревана оценивается в 3,3 балла по пятибалльной шкале. Респонденты в основном указывали на отсутствие подвижек в разрешении различных проблем столицы.
22 декабря 2021 года он был снят с должности мэра после проигрыша вотума недоверия.
На выборах в совет старейшин Еревана[когда?]

 17 сентября 2023 года его партия набрала 15% голосов.

## Образование
Марутян провел первые 7 лет обучения в школе № 83. Затем он продолжил свое образование в семинарии Анании Ширакаци. Учился в Государственном инженерном университете Армении в 1992—1997 годах.